# Rüdiger-Syndrom
Das Rüdiger-Syndrom ist ein sehr seltenes angeborenes Dysmorphiesyndrom mit zahlreichen Fehlbildungen.
Das Syndrom wird auch als E.E.C.-Syndrom bezeichnet (Kombination von Ektrodaktylie, ektodermaler Dysplasie und Gaumenspalte (Cleft palate), entsprechend EEC Typ 1)
Weitere Synonyme sind: englisch Ectrodactyly-ectodermal dysplasia-clefting (EEC) syndrome; Rudiger syndrome 1; Walker-Clodius syndrome; Ectrodactyly-ectodermal dysplasia-cleft lip/cleft palate; Ectrodactyly-cleft lip/palate syndrome; Ectrodactyly-ectodermal dysplasia-cleft lip/palate syndrome
Nach der Datenbank Orphanet wurde das Krankheitsbild dem Schinzel-Giedion-Syndrom zugeordnet.
Die Bezeichnung bezieht sich auf die Erstautorin der Erstbeschreibung aus dem Jahre 1971 durch die Hamburger Humangenetikerin Roswitha A. Rüdiger und Mitarbeiter an einem Geschwisterpaar.

## Klinische Erscheinungen
Klinische Kriterien sind:
- Gesichtsdysmorphie mit prominenter Stirn, Epikanthus, eingesunkene Nasenwurzel, Stupsnase, prominente Oberlippe
- Ureterstenose beidseits, Hydronephrose
- kurze Finger, Nagelhypoplasie, Vierfingerfurche
- schrille Stimme
- Inguinalhernie
- Mikropenis, Uterus bicornis
- Kleinwuchs
- Gaumenspalte

## Differentialdiagnose
Abzugrenzen sind:
- Hydroletalus-Syndrom; Schinzel-Giedion-Syndrom; Fryns-Syndrom